# 解放区 (焦作市)
解放区原稱市內區，是中国河南省焦作市所辖的一个市辖区，是焦作市的政治、经济、文化中心。总面积为62平方公里，总人口約35万人。

## 行政区划
解放区下辖9个街道办事处：
民生街道、民主街道、新华街道、焦西街道、焦南街道、焦北街道、七百间街道、上白作街道和王褚街道。

## 人口
根據第七次人口普查數據，截至2020年11月1日零時，解放區常住人口347382人。